# Poisson austral
Piscis Austrinus
Pour les articles homonymes, voir Poisson (homonymie).
Le Poisson austral est une petite constellation de l’hémisphère sud. Elle est surtout remarquable pour son étoile principale, Fomalhaut (α PsA).

## Nomenclature, histoire et mythologie

### En Mésopotamie
La figure que nous connaissons sous le nom de Piscus Austrinus / Poisson austral, trouve son origine en Mésopotamie. Le nom de KU6 = Nūnu, « le Poisson », est attesté dès la fin du 2e millénaire avant notre ère dans les tables astrologiques dites « Douze fois Trois » , dans lesquelles elle est présentée comme l‘étoile de référence du mois d’addaru (février-mars), sur le chemin d’Ea, c’est-à-dire dans la zone australe du ciel. Nous savons peu de chose à propos d’elle, sauf que nous pouvons lire dans les Séries MUL.APIN, le premier traité d'astronomie mésopotamienne, découvert à Ninive dans la bibliothèque d'Assurbanipal et datant au plus tard de 627 av. è. c. : mul.KU6 d.é-a , ce qui veut dire que cette étoile, est une  des nombreuses images du dieu Ea, maître des Eaux et de la Sagesse.
Dès cette époque, le ciel est contexturé en constellations mais nous ne trouvons pas dans les catalogues du 1er millénaire avant è. c. d’autre étoiles qui pourraient appartenir à la figure nommée par son étoile principale. 

### En Grèce et à Rome
Les Grecs reprirent la figure mésopotamienne de KUN6 = Nūnu, et en firent Ἰχθύς, attesté dès Eudoxe, puis Hipparque, etc. Pour distinguer cette figure du Poisson occidental dans la figure des Ιχθύες située sur l’écliptique, il devint , Ιχθύς μέγας chez Ératosthène, Teucros et même à plusieurs reprises chez Aratos, mais le plus souvent Ἰχθύς νότιος, soit le « Poisson Austral », à partir d’Aratos,. Il n’empêche qu’au point de vue mythologique, Ératosthène lui-même confond sa légende avec celle du Poisson occidental que les Mésopotamiens liaient à la déesse Anunītu, manifestation d’Ištar, que les Grecs transformèrent en celle d’Aphrodite transformée en poisson pour échapper à Typhon sur les rives de l’Euphrate.

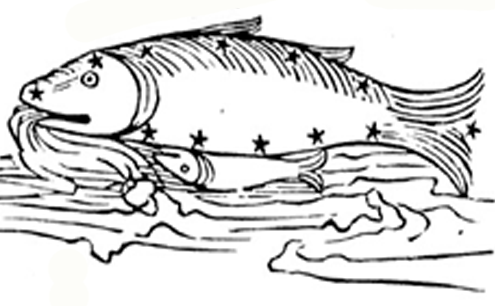
La figure de Piscis notius dans l’édition du Poeticon astonomicon d’Hyginus de 1482.

De leur côté, les Latins se sont contentés d’utiliser les calques sémantiques des noms grecs avec les Aratea, c’est-à-dire les versions latines des Φαινόμενα d’Aratos, ainsi Piscis australis avec Cicéron, ou alors Piscis austrinus avec Vitruve, encore Piscis notius avec Hyginus.

### Chez les Arabes
Nous avons, de façon habituelle, deux représentations du ciel parallèles et non exclusives, le ciel arabe traditionnel formaté à partir des manāzil al-qamar ou « stations lunaires », et le ciel formaté par les Grecs et adopté par les astronomes arabes au IXe siècle, ou ciel gréco-arabe. 
Les Arabes de l’époque classique rendirent tout naturellement cette figure par الحوت الجنوبي al-Ḥūt al-Ğanūbī, « le Poisson austral », figure qui a donné les noms suivants aux catalogues internationaux actuels : Fomalhaut (α PsA), un des noms les plus anciens empruntés aux Arabes dès l’an mil, et plus récemment Aldhanab (γ Gru).
Mais ce n’est pas un tel animal que les anciens Arabes voyaient dans cette région de la sphère céleste mais الضفدعان al-Ḍifdiʿān, « les Deux Grenouilles », l’une correspondant à α PsA, nommée الضفدع الأوّل al-Ḍifdiʿ al-Awwal, « la Grenouille Première », et l’autre, الضفدع الثاني al-Ḍifdiʿ al-Ṯānī, « la Grenouille Seconde », correspondant à β Cet, qui a donné le nom latinisé de Rana (δ Eri), dans les catalogues internationaux d’aujourd’hui.

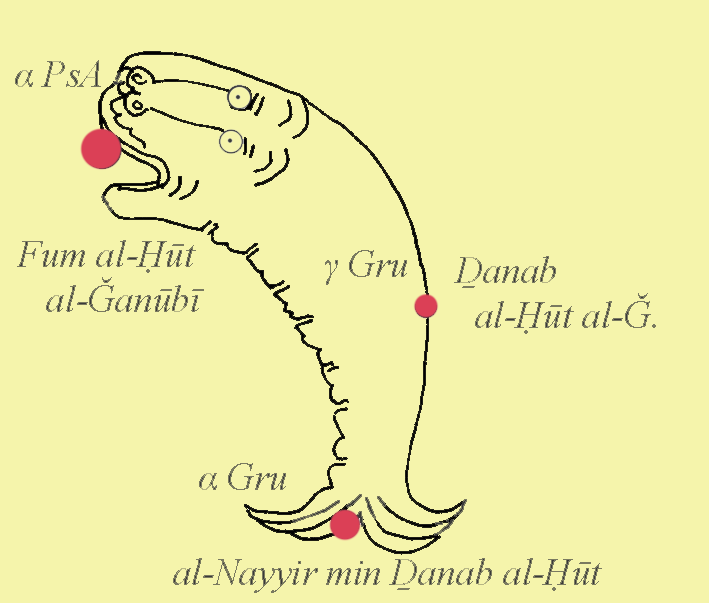
La figure de الحوت الجنوبي al-Ḥūt al-Ğanūbī d’après une édition du traité de ʿAbd al-Raḥmān al-Ṣūfī, 1606, St-Péterbourg.

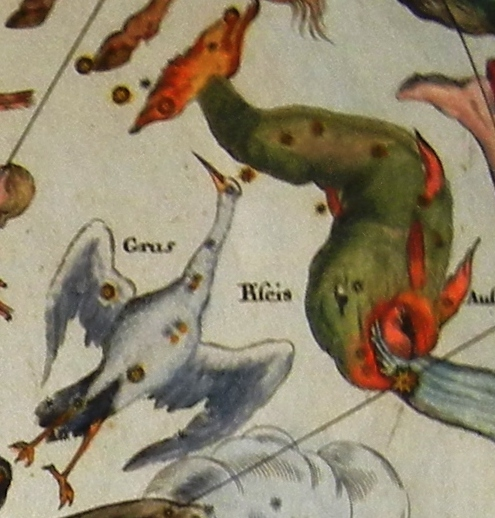
Les figures de Piscis austrinus et Grus dans l’Atlas Coelestis de Johann Doppelmayr, Nuremberg, ca. 1742.

### En Europe
Au haut Moyen Âge, les clercs latins connaissaient les différentes formes de Piscis par les encyclopédies et les quelques manuscrits des Aratea disponibles, et ils employèrent dès l’an mil le nom qu’ils trouvèrent dans les textes arabes. Gérard de Crémone se contente ca. 1175,  de donner le nom latin sous la forme de Stellatio Pisicis meridionalis , et nous ne lisons pour une fois, à côté du grec Ιχθύς μέγας et des formes latines Piscis Notius, Meridianus seu Austrinus, aucun nom arabe pour la constellation dans l’Uranometria de Johann Bayer (1603) . C’est la forme Piscis austrinus qui a été approuvée en 1930 par l’Union astronomique internationale (UAI).

## Observation du ciel

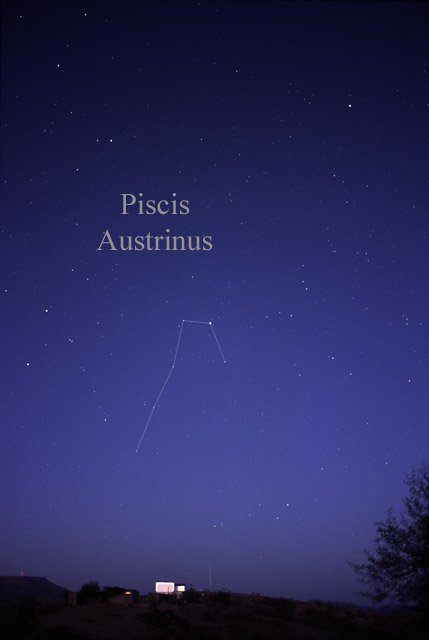
Constellation du Poisson austral.

Visibilité nocturne de la constellation.

### Localisation de la constellation
Le poisson austral se repère à partir de son étoile la plus brillante, Fomalhaut, qui se situe à l'intersection de deux grands alignements.
- Un alignement à très longue distance, entre Achernar au sud, et le Cygne très loin dans le nord. Cet alignement part des ailes du Cygne, passe par les pieds de Pégase et la tête du Capricorne pour atteindre Fomalhaut et de là Achernar.
- Un autre alignement, qui part d'Aldébaran (α Tau), passe par la tête et la queue de la Baleine, touche Fomalhaut et de là se prolonge sur la tête du Centaure et l'alignement du bas d'Ophiuchus pour finir sur Arcturus dans le Bouvier.

### Forme de la constellation
La constellation se remarque avant tout par son étoile principale, Fomalhaut. Les autres étoiles sont peu lumineuses et la constellation ne possède pas de forme très marquée.
On peut remarquer un premier alignement sensiblement NO - SE, au milieu duquel se trouve Fomalhaut. En fait, l'étoile située au sud-est de Fomalhaut est γ du Sculpteur, donc déjà dans la constellation voisine.
Plus au sud, on voit un alignement sensiblement est-ouest, qui repart de γ du Sculpteur, et passe par la paire δ γ PsA, puis β, μ et ι PsA. Cet alignement se prolonge sur ε et γ du Microscope, beaucoup plus faibles.

### Constellations voisines
Fomalhaut est entourée de constellations intéressantes : le Capricorne au nord-ouest, le Verseau au Nord, la Baleine au nord-est, le Phénix au Sud-Est, et la Grue au Sud. Ces constellations se repèrent localement par leur forme et leur voisinage, les alignements locaux ne sont pas très suggestifs.
Le seul alignement notable partant localement de Fomalhaut est l'alignement NO-SE de la "tête" du poisson. Cet alignement passe donc par γ du Sculpteur, et se prolonge jusqu'aux étoiles brillantes α, β et plus loin δ du Phénix. Au sud de cette dernière, on peut voir briller Achernar, étoile finale de l'Éridan.

## Étoiles principales

### Fomalhaut (αPiscisAustrini)
Fomalhaut (α PsA) — « la bouche du Poisson » en arabe — est l’étoile la plus brillante de la constellation. Avec une magnitude apparente de 1,17, c’est également la 17e étoile la plus brillante du ciel.
Fomalhaut est une étoile blanche relativement proche (24 années-lumière). Elle est entourée d’un immense disque de poussière qui s’étend sur quatre fois la distance du Soleil à Pluton.
Fomalhaut est la première étoile autour de laquelle fut détectée, au moyen d'une photographie optique, une exoplanète. La photographie est publiée le 13 novembre 2008 et est prise par le télescope spatial Hubble. D'une masse probablement proche de celle de Jupiter, la planète est baptisée Fomalhaut b et est distante d'environ dix fois la distance séparant Saturne du Soleil.

### Autres étoiles
Les autres étoiles de la constellation sont toutes considérablement moins brillantes que Fomalhaut. La deuxième étoile, ε Piscis Austrini, n’atteint que la magnitude apparente de 4,18. La troisième étoile, δ Piscis Austrini, atteint la magnitude apparente de 4,20.

## Objets célestes
La constellation du Poisson austral contient peu d’objets célestes notables. On peut mentionner cependant la radiogalaxie IC 1549 et la galaxie spirale NGC 7314.